# 约翰内斯·舒尔茨
约翰内斯·舒尔茨（Johannes Schulz，1892年10月23日 - 1943年11月27日）是德國將軍，曾服役于德意志帝国陆军，后服役于德意志國防軍，曾在第二次世界大战期间短暂指挥过第9裝甲師，並获颁騎士鐵十字勳章。 他在下第聶伯河攻勢期間陣亡。